# قدم مربع
قدم مربع هي وحدة إمبراطورية ووحدة أمريكية عرفية (غير تابعة للنظام الدولي للوحدات، وغير مترية) للمساحة، تُستخدم بشكل أساسي في الولايات المتحدة وكندا والمملكة المتحدة وبنغلاديش والهند ونيبال وباكستان وغانا وليبيريا وماليزيا وميانمار وسنغافورة وهونج كونج .[بحاجة لمصدر] يتم تعريفها على أنها مساحة مربع يبلغ طول ضلعه 1 قدم.
تُستخدم وحدة قدم مربع عادةً في العقارات. وتأخذ عادةً الأبعاد باستخدام جهاز الليزر، وهو الأحدث ضمن سلسلة طويلة من الأدوات المستخدمة لقياس حجم الشقق أو المساحات الأخرى.

## روابط خارجية
- تحويل القدم المربعة إلى فدان ووحدات أخرى للمساحة